# Weißschopfelfe
Die Weißschopfelfe (Lophornis adorabilis) ist eine Vogelart aus der Familie der Kolibris (Trochilidae), die in Panama und Costa Rica vorkommt. Der Bestand wird von der IUCN als „nicht gefährdet“ (least concern) eingeschätzt.

## Merkmale

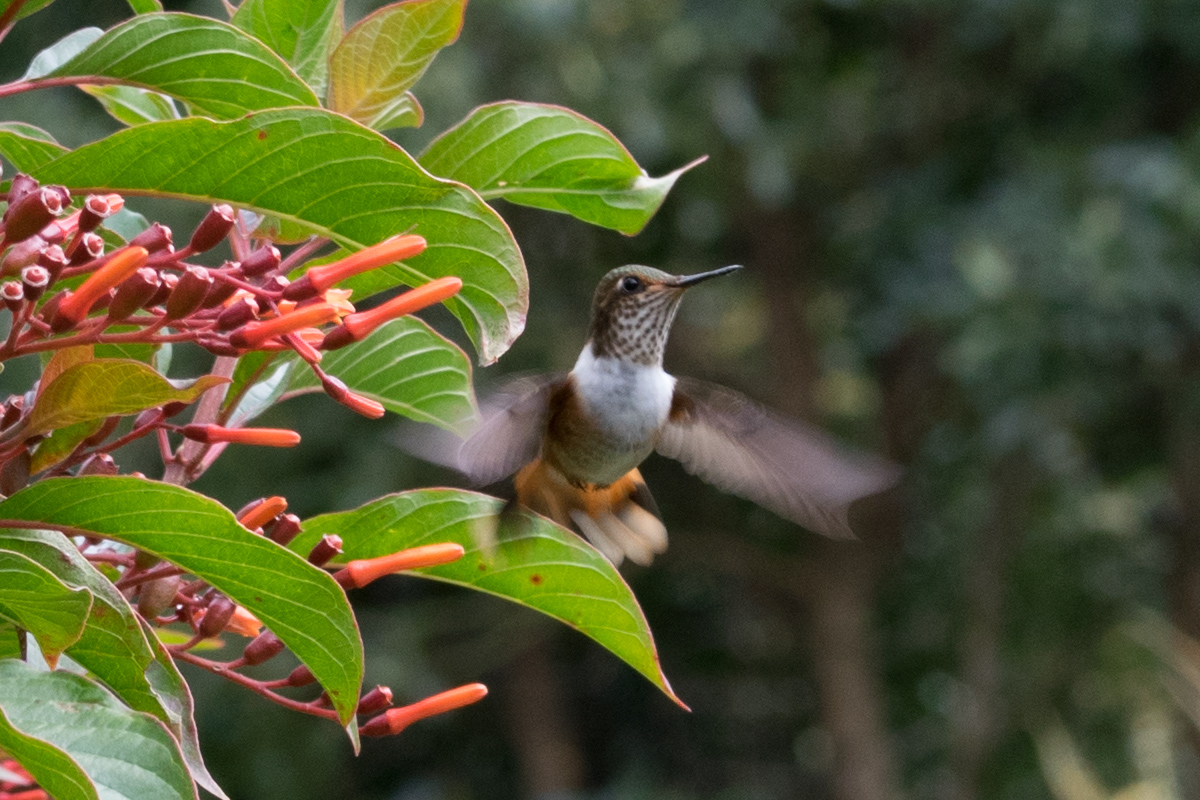
Weißschopfelfe, ♀

Die Weißschopfelfe erreicht eine Körperlänge von etwa 7 bis 7,8 cm bei einem Gewicht von ca. 2,7 g. Das Männchen hat einen roten geraden Schnabel mit schwarzer Spitze. Der vordere Oberkopf ist feurig kupferfarben, der Kamm weiß. Der Rest der Oberseite ist bronzegrün mit einem braungelben Band am Bürzel. Der untere Teil des Bürzels und die Oberschwanzdecken sind purpurbronzen. Die Kehle und die länglichen, haarähnlichen Büschel glitzern grün. Die Brust ist weiß, der Rest der Unterseite zimtfarben bis rötlich braun und wird von einigen grünen Flecken an den Flanken verziert. Der gegabelte Schwanz ist rötlich kastanienbraun mit bronzegrünen Säumen. Beim Weibchen fehlen der Kamm und die Büschel. Der Oberschnabel ist schwarz, der Unterschnabel rot mit schwarzer Spitze. Die Oberseite gleicht farblich der des Männchens, ist vielleicht etwas stumpfer. Eine schwarze Maske ziert das Gesicht. Die Kehle und die Brust sind weiß und von kleinen bronzefarbenen Flecken durchzogen. Der Rest der Unterseite ist zimtfarben bis rötlich braun. Der Schwanz ist mit einem schwärzlichen subterminalen Band verziert. Jungvögel ähneln in der Färbung den Weibchen, wobei die Männchen grüne Flecken an der Kehle aufweisen.

## Verhalten und Ernährung
Den Nektar bezieht die Weißschopfelfe von den Blüten der Gattung Inga, der zu den Schmetterlingsblütlern gehörenden Gattung Lonchocarpus, der zu den Eisenkrautgewächsen gehörenden Gattung Stachytarpheta und der Gattung Vochysia. Insekten sammelt sie von Blättern und Zweigen. Die Weißschopfelfe wird an Futterstellen normalerweise von größeren Kolibriarten dominiert. Als sogenannter Trapliner fliegt sie regelmäßig in rascher Folge ganz bestimmte verstreute Blüten an.

## Lautäußerungen
Meist ist die Weißschopfelfe ruhig. Der Gesang besteht bei der Nahrungsaufnahme aus einem kurzen tsip oder tschip, das sie manchmal in schneller Sequenz von sich gibt. Im Flug klingt der rüttelnde Flügelschlag bienengleich.

## Brut
Die Brutsaison der Weißschopfelfe dauert von Dezember bis Februar. Das kelchartige Nest besteht aus weichem heruntergefallenem Pflanzenmaterial und wird mit Flechten an der Außenseite verziert. Es wird in 5 bis 20 Metern über dem Boden gebaut und sitzt an den Enden von Zweigen auf. Meist befinden sich die Nester an Waldrändern und auf Waldlichtungen. Das Gelege besteht aus zwei Eiern, die ausschließlich vom Weibchen bebrütet werden. Die Brutzeit ist nicht bekannt. Mit etwa 21 bis 22 Tagen werden die Nestlinge flügge.

## Verbreitung und Lebensraum

Verbreitungsgebiet (grün) der Weißschopfelfe

Die Weißschopfelfe bevorzugt nasse Wälder, Waldränder, Sekundärvegetation und schattige Plantagen in Höhenlagen zwischen 300 und 1200 Metern. Meist sammelt sie Nahrung in den Straten auf Höhe der Baumkronen, gelegentlich aber auch in niederen Straten der Sekundärvegetation und deren Rändern.

## Unterarten
Die Art gilt als monotypisch.

## Migration
Die Weißschopfelfe gilt als Standvogel, mit saisonalen Wanderbewegungen in den Höhenlagen.

## Etymologie und Forschungsgeschichte
Osbert Salvin beschrieb die Weißschopfelfe unter dem heutigen Namen Lophornis adorabilis. Das Typusexemplar wurde von Enrique Arcé im Distrikt Bugaba nahe dem Volcán Barú gesammelt. 1829 führte René Primevère Lesson die neue Gattung Lophornis u. a. für die Schmuckelfe ein. Lophornis setzt sich aus den griechischen Wörtern λόφος lóphos für „Helmbusch, (Hahnen-)Kamm“ und όρνις órnis für „Vogel“ zusammen. Das Artepitheton adorabilis ist lateinisch und bedeutet „bezaubernd, hinreißend“, abgeleitet von adorare für „verehren“.